# 前265年
| 千纪： | 前1千纪 |
| 世纪： | 前4世纪 \| 前3世纪 \| 前2世纪 |
| 年代： | 前290年代 \| 前280年代 \| 前270年代 \| 前260年代 \| 前250年代 \| 前240年代 \| 前230年代                                                       |
| 年份： | 前270年 \| 前269年 \| 前268年 \| 前267年 \| 前266年 \| 前265年 \| 前264年 \| 前263年 \| 前262年 \| 前261年 \| 前260年                         |
| 纪年： | 周赧王五十年 魯頃公十五年 齊襄王十九年 趙孝成王元年 魏安僖王十二年 韓桓惠王八年 秦昭襄王四十二年 楚頃襄王三十四年 衛懷君二十八年 燕武成王七年 |

## 大事记
- 羅馬統一意大利半島，成為地中海的強國。
- 敘拉古的希洛二世即位，決定趕走這群人，出軍圍攻墨西拿，占領墨西拿的傭兵同時向羅馬共和國和迦太基求救，僅迦太基同意救援。
- 穰侯出於陶。
- 秦昭襄王以安國君嬴柱為太子。
- 秦攻趙，取三城，趙以長安君為質於齊，齊兵救趙，秦兵乃退。
- 齊田單以趙軍伐燕，取中陽。又攻韓，取注人。
- 齊襄王薨，子齊王建立。國事接決於君王后。

## 逝世
- 十月，秦國昭襄王之母宣太后逝世，葬芷陽酈山。
- 歐幾里得，古希臘數學家，被稱為「幾何之父」。